# Pico Humboldt
A Pico Humboldt Venezuela második legmagasabb hegye. A Sierra Nevada hegységben található, Mérida államban. Nevét Alexander von Humboldt német felfedezőről és természettudósról kapta.
A hegyet és környezetét a Sierra Nevada Nemzeti Park védi. A csúcsot az ország négy megmaradt gleccsere közül a legnagyobb veszi körül (a másik három a Pico Bolívar-on van). A Humboldt-csúcs gleccsere gyorsan húzódik vissza és az előrejelzések szerint néhány évtized múlva teljesen eltűnik.